# فرناندا كاستيلو
فرناندا كاستيلو (بالإسبانية: Fernanda Castillo)‏ هي ممثلة مكسيكية، ولدت في 24 مارس 1982 في مدينة مكسيكو في المكسيك.

## وصلات خارجية
- فرناندا كاستيلو على موقع IMDb (الإنجليزية)
- فرناندا كاستيلو على موقع قاعدة بيانات الفيلم (الإنجليزية)